# Eurasiska ekonomiska unionen
Se även Eurasiska ekonomiska gemenskapen.
Eurasiska ekonomiska unionen (EaEU, ryska: Евразийский экономический союз, Evrazijskij ekonomitjeskij sojuz), även benämnd Eurasiska unionen (EAU) och Euroasiatiska ekonomiska unionen (EEU), är en ekonomisk union mellan stater i Europa och Asien. Kazakstan, Ryssland och Belarus är grundarmedlemmar, och unionen började verka 1 januari 2015. Armenien anslöt sig den 2 januari 2015 och Kirgizistan den 6 augusti 2015. Den uzbekiska presidenten Shavkat Mirziyoyev kommer att ansluta Uzbekistan till EaEU, uppgav den ryska senatens talare Valentina Matvijenko den 2 oktober 2019.
EaEU är en fördjupning av de olika – ekonomiska och politiska – samarbeten som pågått mellan många före detta sovjetrepubliker sedan 1994. Ryssland har ingått i nästan alla dessa samarbeten, och landet är genom sin storlek en integrerande faktor. Samtidigt har Ryssland sedan 1991 varit inblandat (direkt eller indirekt) i ett antal politiska eller militära konflikter med andra före detta sovjetrepubliker, och även Eurasiska ekonomiska unionen ses ibland som del i landets politiska maktambitioner i det geografiska närområdet.

## Historik

### Bakgrund
Eurasiska ekonomiska unionen föregås av Eurasiska ekonomiska gemenskapen, ett något lösare samarbete mellan medlemmar i OSS som etablerades år 2000. EaEU baserar sig på idén om den ekonomiska (och politiska) integrationen inom Europeiska unionen (EU). Rysslands Vladimir Putin har varit en av EaEU:s ivrigaste förespråkare, och planläggning av den eurasiska unionen har varit igång sedan minst 2011. EaEU bildas som en direkt fördjupning av den tullunion som etablerades mellan de tre länderna 1 januari 2010.
Även Tadzjikistan och Kirgizistan väntades tidigare ingå från start. Dessa två, samt de två andra OSS-medlemmarna Armenien och Uzbekistan, har dock uttryckt intresse för att senare bli medlemmar i organisationen. 10 oktober 2014 undertecknade sålunda även Armenien ett anslutningsavtal till unionen, att gälla från och med 2 januari 2015.
Kirgizistan har senare under 2014 accepterat medlemskap från 2015; Ryssland har under 2014 köpt upp Kirgizistans största gasbolag (och sålunda tagit kontroll över landets gasförsörjning) och samtidigt efterskänkt landets skuld till Ryssland på 500 miljoner dollar. USA har under sommaren lämnat flygbasen i Manas öster om huvudstaden Bisjkek, och landets lagar skrivs löpande om enligt förebild från Ryska federationen.

### Bildande
Ledarna i Kazakstan, Ryssland och Vitryssland undertecknade 29 maj 2014 unionsavtalet. Senare under året skrev både Armenien (med inträde 2 januari 2015) och Kirgizistan under avtal om anslutning. Unionen började verka 1 januari 2015.

### Politisk betydelse
EaEU är en ekonomisk samarbetsorganisation. Vissa tror dock att den kommer att (kunna) användas även som en politisk enhet och jämför med unionens tendens att vilja samla stater som tidigare var del av Sovjetunionen.
Särskilt anses Ryska federationen använda EaEU som ett motkraft mot EU:s försök att integrera olika östeuropeiska stater "västerut". Sommaren 2013 lyckades Ryssland (delvis med hjälp av EaEU-argument) förmå Armenien att säga nej till ett associationsavtal med EU. 2013/2014 års oroligheter i Ukraina inleddes med att den dåvarande, ryskvänliga presidenten skrinlade ett associationsavtal med EU, och Rysslands president Vladimir Putin uteslöt en ukrainsk integration både västerut och österut.
Genom den fördjupade konflikten mellan Ukraina och Ryssland (Krimkrisen och Konflikten i östra Ukraina 2014) har både Ukraina och andra av Rysslands grannar tvingats ta ställning till Rysslands ökade politiska ambitioner i sitt närområde. Där spelar EaEU och Rysslands roll som ekonomisk motor för regionen en viktig roll. Sedan "Putin/Medvedev-regimens" tillträde år 2000 har Ryssland alltmer distanserat sig politiskt från västmakterna, trots att man under samma tid ökat handelsutbytet med länderna inom EU (bland annat genom gasexport). EaEU ses därför på många håll som även ett politiskt försök att skapa en motpol mot EU:s och USA:s politiska inflytande i regionen.

## Betydelse och möjlig utvidgning
En ekonomisk union mellan Kazakstan, Ryssland och Vitryssland  kommer att skapa en ekonomisk marknad med 170 miljoner invånare och en sammanlagd BNP på motsvarande 2,7 biljoner US-dollar. Både till ytan och befolkningen dominerar Ryska federationen den nya unionen kraftigt.
Om även Tadzjikistan och Uzbekistan blir medlemmar, återsamlas sju av de 15 före detta sovjetrepublikerna inom en ekonomisk enhet. Den uzbekiska presidenten Shavkat Mirziyoyev kommer att ansluta Uzbekistan till EaEU, uppgav den ryska senatens talare Valentina Matvijenko den 2 oktober 2019.
2020 fick Kuba och Uzbekistan observatörer i unionen. 

Ett antal före detta sovjetrepubliker har dock tydligt förklarat att de inte är intresserade av ett ekonomisk-politiskt närmande till en Rysslandsdominerad union. Bland dessa finns de tre baltiska staterna (idag medlemmar av EU), Ukraina (som skrivit under associationsavtal med EU) och Georgien (som 2008 utkämpade ett krig mot ryska trupper). De två sistnämnda ländernas regeringar anser att Ryssland direkt eller indirekt idag ockuperar delar av ländernas territorium. Turkmenistan (som 2005 avsade sig sitt medlemskap i OSS) och Azerbajdzjan (som tidigare sagt nej till förfrågan om EaEU-medlemskap) har också i dagsläget (2014) distanserat sig från unionen.